# Kandy Nehova
Nehova „Kandy“ Shafodino Hinananye  (* 26. September 1946 in Ongwediva, Südwestafrika) ist ein namibischer Politiker. Er war vom 23. Februar 1993 bis zum 16. Dezember 2004 Vorsitzender des Nationalrats, des Oberhauses des namibischen Parlaments.

## Karriere
Nehova ist ausgebildeter Lehrer und hält Diplome in Politik- und Sozialwissenschaften, Journalismus und Militärwissenschaft.
Von 1967 bis 2007 war Nehova leitendes Mitglied der Regierungspartei SWAPO. Er kämpfte im namibischen Befreiungskampf zwischen 1974 und 1980 für die People’s Liberation Army of Namibia (PLAN), den militärischen Arm der SWAPO.
Nehova war von 1993 bis 2004, als Vertreter von Ongwediva, im Nationalrat Abgeordneter. Von 2010 bis 2015 war er Abgeordneter der Nationalversammlung, des Unterhauses. Er ist Mitglied der oppositionellen Rally for Democracy and Progress (RDP),